# Cymru Premier 2022-23
La Cymru Premier 2022-23 (conocida como JD Cymru Premier por razones de patrocinio) es la edición número 31 de la Cymru Premier. La temporada comenzó el 12 de agosto de 2022 y terminará en mayo de 2023.

## Sistema de competición
Los 12 equipos jugarán entre sí todos contra todos dos veces totalizando 22 fechas al término de las cuales los equipos se dividirán en dos grupos. El Grupo campeonato lo integrarán los seis primeros de la fase regular, mientras que el Grupo descenso lo integrarán los seis últimos; dentro de cada grupo los equipos jugarán entre sí todos contra todos dos veces totalizando 10 fechas más. Los equipos mantendrán el mismo puntaje conseguido en la Fase Regular dentro de cada grupo, por lo que al final de la temporada cada club jugó 32 fechas.
El primer clasificado del Grupo campeonato se clasificará a la primera ronda de la Liga de Campeones 2023-24. El segundo clasificado del Grupo campeonato se clasificará a la primera ronda de la Liga Europa Conferencia 2023-24, mientras que los equipos clasificados desde el tercer lugar hasta el último del Grupo campeonato más el primer clasificado del Grupo descenso jugarán los Play-offs por un cupo en la primera ronda de la Liga Europa Conferencia 2023-24. Los dos últimos clasificados del Grupo descenso descenderán a la FAW Championship 2023-24.
Un tercer cupo para la Liga Europa Conferencia 2023-24 será asignado al campeón de la Copa de Gales.

## Equipos participantes
| Club                 | Ciudad        | Estadio               | Capacidad |
| -------------------- | ------------- | --------------------- | --------- |
| Aberystwyth Town     | Aberystwyth   | Park Avenue           | 5.000     |
| Airbus UK Broughton  | Broughton     | The Airfield          | 1.600     |
| Bala Town            | Bala          | Maes Tegid            | 3.000     |
| Caernarfon Town      | Caernarfon    | The Oval              | 3.000     |
| Cardiff MU           | Cardiff       | Cyncoed Campus        | 1.620     |
| Connah's Quay Nomads | Connah's Quay | Deeside Stadium       | 420       |
| Flint Town United    | Flint         | Cae-y-Castell         | 1.000     |
| Haverfordwest County | Haverfordwest | Bridge Meadow Stadium | 2.467     |
| Newtown              | Newtown       | Latham Park           | 5.000     |
| Pen-y-Bont           | Bridgend      | Bryntirion Stadium    | 3.000     |
| Pontypridd United    | Pontypridd    | USW Sports Park       | 1.000     |
| The New Saints       | Oswestry      | Park Hall             | 2.000     |

## Temporada regular

### Clasificación
| Pos. | Equipo                          | Pts. | PJ | G  | E | P  | GF | GC | Dif. | Clasificación 2021-22    |
| ---- | ------------------------------- | ---- | -- | -- | - | -- | -- | -- | ---- | ------------------------ |
| 1    | The New Saints                  | 60   | 22 | 19 | 3 | 0  | 83 | 8  | +75  | Ronda por el campeonato  |
| 2    | Connah's Quay Nomads            | 44   | 22 | 13 | 5 | 4  | 33 | 14 | +19  | Ronda por el campeonato  |
| 3    | Pen-y-Bont                      | 41   | 22 | 12 | 5 | 5  | 37 | 19 | +18  | Ronda por el campeonato  |
| 4    | Cardiff Metropolitan University | 41   | 22 | 13 | 2 | 7  | 29 | 29 | 0    | Ronda por el campeonato  |
| 5    | Bala Town                       | 40   | 22 | 12 | 4 | 6  | 42 | 21 | +21  | Ronda por el campeonato  |
| 6    | Newtown                         | 33   | 22 | 10 | 3 | 9  | 41 | 39 | +2   | Ronda por el campeonato  |
| 7    | Haverfordwest County            | 27   | 22 | 8  | 3 | 11 | 29 | 35 | −6   | Ronda por la permanencia |
| 8    | Caernarfon Town                 | 25   | 22 | 8  | 1 | 13 | 33 | 41 | −8   | Ronda por la permanencia |
| 9    | Flint Town United               | 24   | 22 | 6  | 6 | 10 | 24 | 37 | −13  | Ronda por la permanencia |
| 10   | Aberystwyth Town                | 22   | 22 | 7  | 1 | 14 | 22 | 52 | −30  | Ronda por la permanencia |
| 11   | Pontypridd United               | 20   | 22 | 6  | 2 | 14 | 22 | 42 | −20  | Ronda por la permanencia |
| 12   | Airbus UK Broughton             | −2   | 22 | 0  | 1 | 21 | 13 | 66 | −53  | Ronda por la permanencia |

Actualizado a los partidos jugados el 31 de enero de 2023.
 Fuente: 

## Ronda por el Campeonato

### Clasificación
| Pos. | Equipo                          | Pts. | PJ | G  | E  | P  | GF  | GC | Dif. | Clasificación 2023-24                       |
| ---- | ------------------------------- | ---- | -- | -- | -- | -- | --- | -- | ---- | ------------------------------------------- |
| 1    | The New Saints (C)              | 83   | 32 | 26 | 5  | 1  | 112 | 17 | +95  | Primera Ronda de la Liga de Campeones       |
| 2    | Connah's Quay Nomads            | 61   | 32 | 17 | 10 | 5  | 45  | 23 | +22  | Primera ronda de la Liga Europa Conferencia |
| 3    | Pen-y-Bont                      | 58   | 32 | 16 | 10 | 6  | 51  | 32 | +19  | Primera ronda de la Liga Europa Conferencia |
| 4    | Cardiff Metropolitan University | 52   | 32 | 16 | 4  | 12 | 41  | 49 | −8   | Play-offs para la Liga Europa Conferencia   |
| 5    | Bala Town                       | 44   | 32 | 12 | 8  | 12 | 51  | 37 | +14  | Play-offs para la Liga Europa Conferencia   |
| 6    | Newtown                         | 41   | 32 | 12 | 5  | 15 | 49  | 56 | −7   | Play-offs para la Liga Europa Conferencia   |

Actualizado a los partidos jugados el 23 de abril de 2023.
 Fuente: Soccerway

## Ronda por la permanencia

### Clasificación
| Pos. | Equipo                   | Pts. | PJ | G  | E | P  | GF | GC  | Dif. | Clasificación 2023-24                     |
| ---- | ------------------------ | ---- | -- | -- | - | -- | -- | --- | ---- | ----------------------------------------- |
| 1    | Haverfordwest County (O) | 47   | 32 | 14 | 5 | 13 | 49 | 44  | +5   | Play-offs para la Liga Europa Conferencia |
| 2    | Pontypridd United        | 41   | 32 | 12 | 5 | 15 | 41 | 52  | −11  |                                           |
| 3    | Caernarfon Town          | 39   | 32 | 12 | 3 | 17 | 51 | 57  | −6   |                                           |
| 4    | Aberystwyth Town         | 38   | 32 | 11 | 5 | 16 | 41 | 73  | −32  |                                           |
| 5    | Flint Town United (D)    | 35   | 32 | 9  | 8 | 15 | 41 | 53  | −12  | Descenso a FAW Championship 2023-24       |
| 6    | Airbus UK Broughton (D)  | −4   | 32 | 0  | 2 | 30 | 18 | 100 | −82  | Descenso a FAW Championship 2023-24       |

Actualizado a los partidos jugados el 25 de febrero de 2023.
 Fuente: [Soccerway]

## Play-offs para la Liga Europa Conferencia
|  | Semifinales                     | Semifinales               |         |       | Final | Final |
|  |                                 |                           |         |       |       |       |
|  |                                 |                           |         |       |       |       |
|  |                                 |                           |         |       |       |       |
|  | Bala Town                       | 2                         |         |       |       |       |
|  | Bala Town                       | 2                         |         |       |       |       |
|  | Newtown                         | 4                         |         |       |       |       |
|  | Newtown                         | 4                         | Newtown | 1 (3) |       |       |
|  |                                 |                           | Newtown | 1 (3) |       |       |
|  |                                 | Haverfordwest County (p.) | 1 (4)   |       |       |       |
|  | Cardiff Metropolitan University | Haverfordwest County (p.) | 1 (4)   | 0 (3) |       |       |
|  | Cardiff Metropolitan University |                           |         | 0 (3) |       |       |
|  | Haverfordwest County (p.)       | 0 (4)                     |         |       |       |       |
|  | Haverfordwest County (p.)       | 0 (4)                     |         |       |       |       |

## Goleadores
| Puesto | Jugador        | Club                 | Goles |
| ------ | -------------- | -------------------- | ----- |
| 1      | Declan McManus | The New Saints       | 26    |
| 2      | Aaron Williams | Newtown              | 14    |
| 2      | Ryan Brobbel   | The New Saints       | 14    |
| 4      | Ben Clark      | The New Saints       | 13    |
| 5      | Ben Ahmun      | Pontypridd United    | 12    |
| 5      | Jordan Davies  | Haverfordwest County | 12    |